# Dieunomia xerophila
Dieunomia xerophila är en biart som beskrevs av Cockerell 1899. Dieunomia xerophila ingår i släktet Dieunomia och familjen vägbin. Inga underarter finns listade i Catalogue of Life.

## Bildgalleri

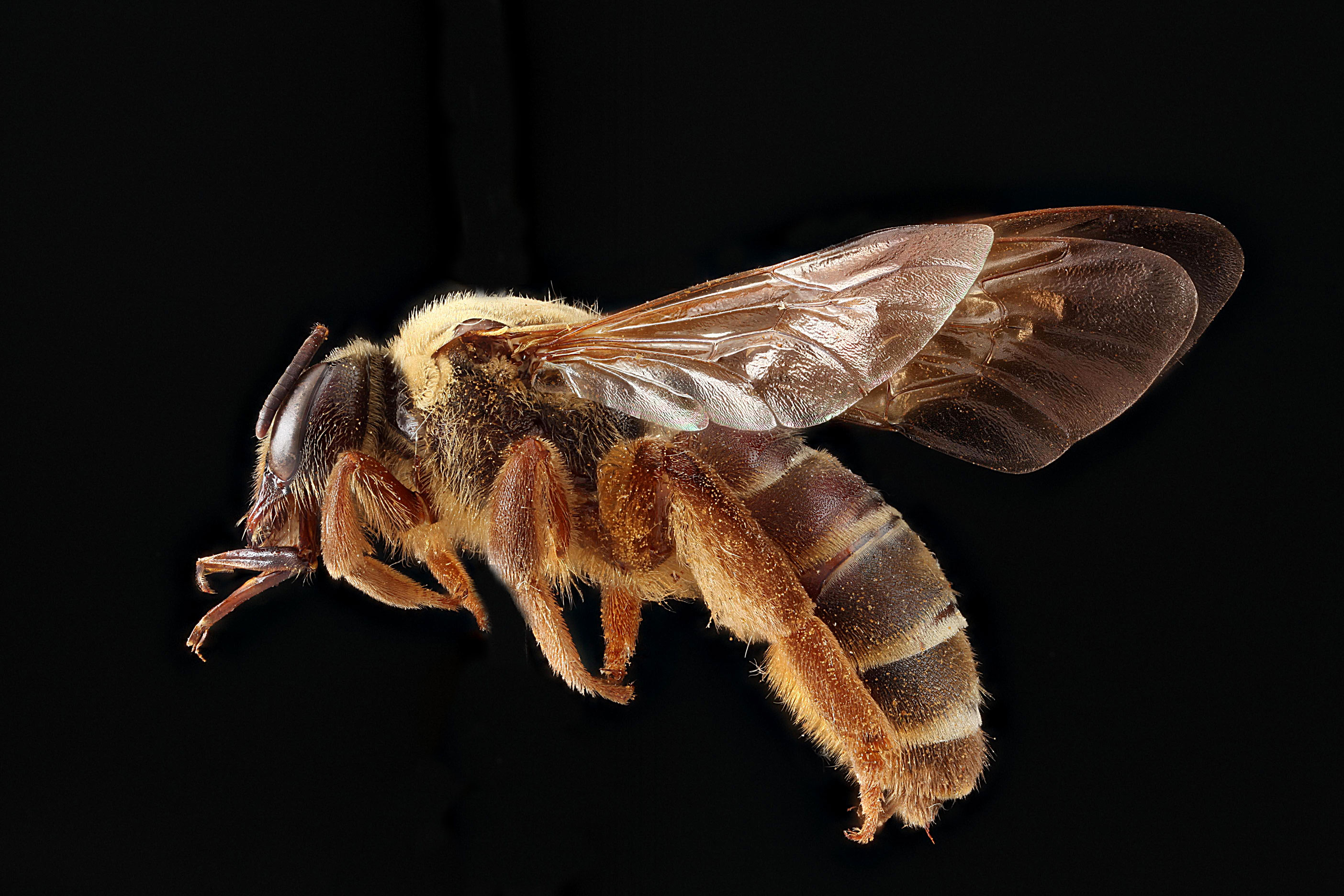